# James Surowiecki
James Surowiecki (ur. 30 kwietnia 1967 w Meriden) – amerykański dziennikarz ekonomiczny i publicysta, dziennikarz tygodnika The New Yorker. 
Autor książki The Wisdom of Crowds (pol. "Mądrość tłumu. Większość ma rację w ekonomii, biznesie i polityce") w której przekonuje o mądrości tłumów. 